# Franco Soldano
Franco Soldano (Córdoba, 14 september 1994) is een Argentijns-Italiaans voetballer die doorgaans speelt als spits. In juli 2025 verruilde hij Defensor voor Juventud.

## Clubcarrière
Soldano begon zijn carrière bij Unión de Sunchales, waarmee hij uitkwam op het tweede niveau in Argentinië. Gedurende drie seizoenen was hij hier actief in het eerste elftal en in het seizoen 2013/14 was hij goed voor negentien competitiedoelpunten. Hierop trok Unión de Santa Fe de aanvaller aan. Unión promoveerde in het eerste seizoen van Soldano naar de Primera División. Hier maakte hij achtereenvolgens twee, één en zes doelpunten. Het seizoen 2017/18 leverde elf treffers op voor de spits.
In januari 2019 maakte de aanvaller voor één miljoen euro de overstap naar Olympiakos, waar hij zijn handtekening zette onder een verbintenis voor de duur van vierenhalf jaar. In zijn eerste halve seizoen in Griekenland speelde Soldano zes competitieduels, waarop hij gehuurd werd door Boca Juniors. Het jaar erop werd deze verhuurperiode verlengd tot medio 2021. Na zijn terugkeer bij Olympiakos verhuurde die club hem aan Fuenlabrada. Na deze verhuurperiode keerde Soldano op vaste basis terug naar Argentinië, waar Gimnasia y Esgrima circa driehonderdduizend euro voor hem betaalde. In januari 2024 werd Unión La Calera de nieuwe club van Soldano. Een jaar later verkaste hij naar Defensor. Competitiegenoot Juventud werd in juli 2025 zijn nieuwe club.

## Clubstatistieken
| Seizoen | Club               | Competitie       | Competitie | Competitie | Beker | Beker | Internationaal | Internationaal | Totaal | Totaal |
| Seizoen | Club               | Competitie       | Wed.       | Dlp.       | Wed.  | Dlp.  | Wed.           | Dlp.           | Wed.   | Dlp.   |
| ------- | ------------------ | ---------------- | ---------- | ---------- | ----- | ----- | -------------- | -------------- | ------ | ------ |
| 2011/12 | Unión de Sunchales | Primera B        | 2          | 0          | 0     | 0     | —              | —              | 2      | 0      |
| 2012/13 | Unión de Sunchales | Primera B        | 19         | 4          | 0     | 0     | —              | —              | 19     | 4      |
| 2013/14 | Unión de Sunchales | Primera B        | 26         | 19         | 6     | 3     | —              | —              | 32     | 22     |
| 2014    | Unión de Santa Fe  | Primera B        | 4          | 0          | 0     | 0     | —              | —              | 4      | 0      |
| 2015    | Unión de Santa Fe  | Primera División | 18         | 2          | 2     | 0     | —              | —              | 20     | 2      |
| 2016    | Unión de Santa Fe  | Primera División | 7          | 1          | 0     | 0     | —              | —              | 7      | 1      |
| 2016/17 | Unión de Santa Fe  | Primera División | 20         | 6          | 2     | 0     | —              | —              | 22     | 6      |
| 2017/18 | Unión de Santa Fe  | Primera División | 27         | 11         | 3     | 1     | —              | —              | 30     | 12     |
| 2018/19 | Unión de Santa Fe  | Primera División | 14         | 2          | 1     | 0     | —              | —              | 15     | 2      |
| 2018/19 | Olympiakos         | Super League     | 6          | 0          | 3     | 1     | 0              | 0              | 9      | 1      |
| 2019/20 | → Boca Juniors     | Primera División | 13         | 2          | 1     | 0     | 3              | 0              | 17     | 2      |
| 2020/21 | → Boca Juniors     | Primera División | 8          | 1          | 0     | 0     | 9              | 0              | 17     | 1      |
| 2021    | → Boca Juniors     | Primera División | 11         | 2          | 2     | 0     | 5              | 0              | 18     | 2      |
| 2021/22 | → Fuenlabrada      | Segunda División | 14         | 0          | 2     | 1     | —              | —              | 16     | 1      |
| 2022    | Gimnasia y Esgrima | Primera División | 40         | 1          | 3     | 3     | —              | —              | 43     | 4      |
| 2023    | Gimnasia y Esgrima | Primera División | 30         | 1          | 0     | 0     | —              | —              | 30     | 1      |
| 2024    | Unión La Calera    | Primera División | 28         | 3          | 1     | 0     | 6              | 0              | 35     | 3      |
| 2025    | Defensor           | Primera División | 6          | 0          | 0     | 0     | 2              | 0              | 8      | 0      |
| 2025    | Juventud           | Primera División | 1          | 0          | 0     | 0     | —              | —              | 1      | 0      |
| Totaal  | Totaal             | Totaal           | 294        | 55         | 26    | 9     | 25             | 0              | 345    | 64     |

Bijgewerkt op 14 augustus 2025.

## Erelijst
| Primera División | 1 | 2019/20 |